# Megalobrachium erosum
Megalobrachium erosum is een tienpotigensoort uit de familie van de Porcellanidae. De wetenschappelijke naam van de soort is voor het eerst geldig gepubliceerd in 1936 door Glassell.